# Mother Love Bone
Mother Love Bone — музичний колектив з Сіетлу, який існував з 1988 по 1990 роки. Найбільш відомий тим, що в ньому грали майбутні співзасновники гранджового гурту Pearl Jam Стоун Ґоссард та Джеф Амент, а також завдяки фронтмену Ендрю Вуду, який помер від передозування героїну напередодні виходу дебютного студійного альбому гурту.

## Історія
Гурт Mother Love Bone було створено у 1988 році в Сіетлі. Його засновниками стали місцеві музиканти Стоун Ґоссард та Джеф Амент, які до цього грали у колективі Green River, виконуючи гаражний рок. Їхній колектив розпався через розбіжності у вподобаннях: фронтмен Марк Арм та гітарист Стів Тернер хотіли грати більш незалежну і панківську музику і після цього створили власний гурт Mudhoney, а Ґоссард та Амент тяжіли до стадіонного року у виконанні Kiss, Led Zeppelin, Queen тощо. Окрім Ґоссарда (гітара) і Амента (бас-гітара), до складу Mother Love Bone увійшли Ґреґ Ґілмор (барабани), Брюс Фейрвезер (гітара), та Ендрю Вуд (вокал). Останній був відомим за участю в гурті Malfunkshun, де виступав під псевдонімом Landrew the Love Child та копіював манеру стилю Фредді Мерк'юрі та Пола Стенлі. Таким чином, новий гурт поєднав в собі риси як місцевої незалежної музичної сцени, що утворювалась навколо лейблу Sub Pop, так і глем-металу, який царював у США на той час.
Новий колектив швидко здобув популярність в рідному місті. Музикантів помітили представники компанії Polygram та запропонували підписати контракт, навіть створивши спеціально для Mother Love Bone окремий лейбл Stardog Records. В 1989 році вийшов дебютний мініальбом гурту Shine, з піснями з якого гурт гастролював Сполученими Штатами. Весною 1990 року мала вийти повноформатна платівка Mother Love Bone, проте за декілька тижнів до цього сталася трагедія. 16 березня 1990 рок Ендрю Вуда, який безрезультатно боровся із наркотичною залежністю і навіть лягав у клініку, знайшли непритомним через передозування героїном. Попри відчайдушну боротьбу за життя музиканта, за три дні його було оголошено мертвим. Інші учасники гурту так і не оговтались після смерті Вуда, тому попри вихід альбому Apple восени 1990 року, Mother Love Bone припинили існування.
Смерть Вуда вразила всю місцеву музикальну спільноту. Кріс Корнелл і Метт Кемерон із гурту Soundgarden вирішили записати декілька пісень в пам'ять про загиблого товарища. До них приєдналися Ґоссард і Амент із Mother Love Bone, а також гітарист Майк Маккріді та вокаліст Едді Веддер. Зрештою, музиканти випустили цілу низку пісень, назвавши проєкт та однойменний альбом Temple of the Dog. Після спільних джем-сесій Ґоссард, Амент, Маккріді та Веддер добре порозумілись і вирішили продовжувати грати разом. Так з'явився гурт Pearl Jam, який невдовзі увійшов до «великої четвірки» ґранджу. Щодо інших колишніх учасників Mother Love Bone, вони також залишились на місцевій музичній сцені: Ґреґ Ґілмор працював із Керрі Кларком та Doghead, а Брюс Фейрвезер грав у гурті Love Battery.
Після того. як Pearl Jam стали популярними у світі, увага спільноти була прикута до їхніх попередніх гуртів, зокрема до Mother Love Bone. В 1992 році пісня «Chloe Dancer/Crown of Thorns» потрапила до гранджового саундтреку до фільму «Одинаки», вийшла збірка Mother Love Bone, що містила всі композиції з платівок Shine та Apple, а роком пізніше — відео «Love Bone Earth Affair». Ще одна, повніша компіляція, в яку окрім офіційних пісень було додано два диски з бі-сайдами, демо, альтернативними або рідкісними версіями, а також DVD, вийшла у 2016 році, отримавши назву On Earth as It Is: The Complete Works.

## Музичний стиль
Mother Love Bone вважаються одними з піонерів ґранджу, переважно через те, що в складі гурту грали майбутні члени Pearl Jam. Проте музичний стиль гурту суттєво відрізнявся від колективів, які тільки-но починали свій шлях з андеграунду, випускаючи альбоми на інді-лейблі Sub Pop, до мейнстриму. Пісні Mother Love Bone були ближчими до хейр-металу 1980-х, на зміну якому на початку 1990-х мав прийти грандж. Вони мали більш явну комерційну направленість, і містили як епічні композиції стадіонного року, так і традиційні пауер-балади. Саме через це колектив привернув увагу великих лейблів і домігся підписання контракту з Polydor на випуск семи альбомів.
В журналі Rolling Stone Mother Love Bone додали до списку 40 виконавців, які досягли слави лише з одним альбомом. Редактор зазначив, що «їхня комбінація північно-західного гранджу та гламурного макіяжу звучала як пророцтво щодо того, куди саме дінеться хейр-метал, занепад якого лише починався в 1990 році». В журналі виділили харизматичну персону вокаліста Ендрю Вуда, чий неповторний голос поєднувався із важкою гітарною музикою інших музикантів, створюючи яскраві рок-гімни.

## Учасники гурту
- Ендрю Вуд — вокал,
- Джеф Амент — бас-гітара,
- Стоун Ґоссард — гітара,
- Брюс Фейрвезер — гітара,
- Ґреґ Ґілмор — барабани.

## Дискографія
- 1990 — Shine (EP)[7]
- 1990 — Apple[8]
- 1992 — Mother Love Bone (збірка)[9]
- 2016 — On Earth As It Is — The Complete Works (збірка)[10]